# Econometric Theory
Econometric Theoryは、 Cambridge Journalsによって出版されている、計量経済学に特化した経済学雑誌である。  現在の編集者はPeter Phillipsが務めている。 